# José Tenorio
Jose Patricio Tenorio Sanchez (Guayaquil 11 de agosto de 1987). Es un exfutbolista ecuatoriano y actual entrenador. Actualmente es el entrenador del Don Café de la Segunda Categoría de Ecuador. En su etapa de futbolista jugaba de mediocampista.

## Clubes como jugador
Como futbolista jugó en la posición de volante en clubes como el olmedo desde el 2005 hasta el 2006 posterior jugó en el club Barba Naranjo hasta el año 2007 y posterior juega en Liga Deportiva Estudiantil hasta el 2009 actualmente se desempeña como Director Técnico de Don Cafe de la segunda Categoría del Guayas.
Realizó sus estudios de Director Técnico en el InstitutoTecnologico de Futbol en guayaquil.
| Club                       | País    | Año         |
| -------------------------- | ------- | ----------- |
| Olmedo                     | Ecuador | 2005 - 2006 |
| Club Ramón Barba Naranjo   | Ecuador | 2006 - 2007 |
| Liga Deportiva Estudiantil | Ecuador | 2007 - 2009 |

## Clubes como entrenador
| Club     | País    | Año               |
| -------- | ------- | ----------------- |
| Don Café | Ecuador | 2018 - Actualidad |